# Michaell Chirinos
Michaell Anthony Chirinos López (Tegucigalpa, 17 giugno 1995) è un calciatore honduregno, centrocampista dell'Olimpia e della nazionale honduregna.

## Carriera

### Club
Ha giocato nei campionati honduregno, messicano, statunitense, greco e costaricano.

### Nazionale
Nel 2015 ha partecipato ai Mondiali Under-20.
Ha esordito con la maglia della nazionale honduregna nel 2017, venendo poi convocato per la Gold Cup dello stesso anno.

## Palmarès

### Club

#### Competizioni internazionali
- CONCACAF League: 1

Olimpia: 2017